# Kieran O'Reilly
Kieran O’Reilly S.M.A. (Cork, 8 augustus 1952) is een Ierse prelaat binnen de Rooms-Katholieke Kerk. Hij is de aartsbisschop van het aartsbisdom Cashel en Emly sinds zijn benoeming op 26 januari 2015. In feite was O'Reilly reeds op 22 november 2014 benoemd tot aartsbisschop van Cashel en apostolisch administrator van het bisdom Emly, doch deze twee werden in januari 2015 formeel samengevoegd. In de periode 2010-2015 was hij bisschop van Killaloe.
O'Reilly is in 1952 geboren in Cork in het bisdom Cork en Ross. Hij begon zijn noviciaat bij de Sociëteit voor Afrikaanse Missiën in 1970.
Daarna studeerde hij filosofie en theologie aan St Patrick's College in Maynooth. In 1974 behaalde hij de graad van bachelor in literatuurwetenschap. In 1977 behaalde hij dezelfde graad in theologie gevolgd door een "Diploma in missionary studies" in 1978. Hij werd een volwaardig lid van de Sociëteit voor Afrikaanse Missiën toen hij op 10 april 1977 zijn eeuwige geloften aflegde.
Na zijn wijding diende hij twee jaar in een pastorale rol in het aartsbisdom Monrovia in Liberia. In 1980 werd hij naar het Pauselijk Bijbelinstituut in Rome gestuurd. Daar behaalde hij in 1984 zijn licentiaat. Hij diende vervolgens als professor in de Bijbelwetenschap aan het seminarie in Ibadan, Nigeria.
O'Reilly was van 1990 tot 1995 lid van de Provinciale Raad van de Ierse provincie van zijn orde. In mei 1995 werd hij gekozen als vicaris-generaal en in 2001 als generaal-overste van de Sociëteit voor Afrikaanse Missiën. In 2007 werd hij in die rol herkozen.
Op 18 mei werd hij door paus Benedictus XVI benoemd tot bisschop van Killaloe. Hij ontving zijn bisschopswijding op 29 augustus 2010.
Al vrij snel, op 22 november 2014, werd O'Reilly door paus Franciscus benoemd tot metropoliet-aartsbisschop van de kerkprovincie Cashel (formeel "aartsbisschop van Cashel en apostolisch administrator van het Bisdom Emly"). Hij volgde daar aartsbisschop Dermot Clifford op, die met emeritaat ging. Hij nam bezit van de aartsbisschoppelijke zetel op 8 februari 2015 van het toen samengevoegde aartsbisdom Cashel en Emly.